# چوی سونگ اون
چوی سونگ اون (کره‌ای: 최성은؛ زادهٔ ۱۷ ژوئن ۱۹۹۶) بازیگر اهل کره جنوبی است. او بیشتر به خاطر ایفای نقش در مجموعه‌های تلویزیونی مانند اس‌اف۸ (۲۰۲۰)، فراتر از شیطان (۲۰۲۱) و صدای جادو (۲۰۲۲) شناخته می‌شود.

## فیلم‌شناسی

### فیلم
| سال  | عنوان                   | نقش         | توضیحات    | منابع         |
| ---- | ----------------------- | ----------- | ---------- | ------------- |
| ۲۰۱۸ | من می خوام برم پاریس    | یون-یی      | فیلم کوتاه | [ ۳ ]         |
| ۲۰۱۹ | استارت آپ               | سو کیونگ-جو |            | [ ۴ ]         |
| ۲۰۱۹ | فیلم مراسم فارغ‌التحصیلی | چه-اون      | فیلم کوتاه | [ ۵ ]         |
| ۲۰۱۹ | روزهای سگی              | جه-ها       | فیلم کوتاه | [ ۶ ]         |
| ۲۰۱۹ | پوس                     | اون-سو      | فیلم کوتاه | [ ۷ ]         |
| ۲۰۲۰ | نیپل وار ۳              | چه-اون      | فیلم کوتاه | [ ۸ ] [ ۹ ]   |
| ۲۰۲۱ | ده ماه                  | چوی می-ره   |            | [ ۱۰ ] [ ۱۱ ] |
| ن/م  | جنتلمن                  | کیم هوا-جین | فیلم Waave | [ ۱۲ ]        |

### مجموعه‌های تلویزیونی
| سال  | عنوان          | نقش      | توضیحات                | منابع  |
| ---- | -------------- | -------- | ---------------------- | ------ |
| ۲۰۲۰ | اس‌اف۸          | یی-اوه   | اس‌اف۸: کهکشان (قسمت ۳) | [ ۱۳ ] |
| ۲۰۲۱ | فراتر از شیطان | یو جه-یی |                        | [ ۱۴ ] |

### مجموعه‌های اینترنتی
| سال  | عنوان     | نقش       | منابع         |
| ---- | --------- | --------- | ------------- |
| ۲۰۲۲ | صدای جادو | یون آه-یی | [ ۱۵ ] [ ۱۶ ] |